# Archiaciidae
De Archiaciidae zijn een familie van uitgestorven zee-egels (Echinoidea) uit de superorde Neognathostomata.

## Geslachten
- Acriaster Smith, 1991 †
- Archiacia L. Agassiz, 1847 †